# ببغاء رفيق

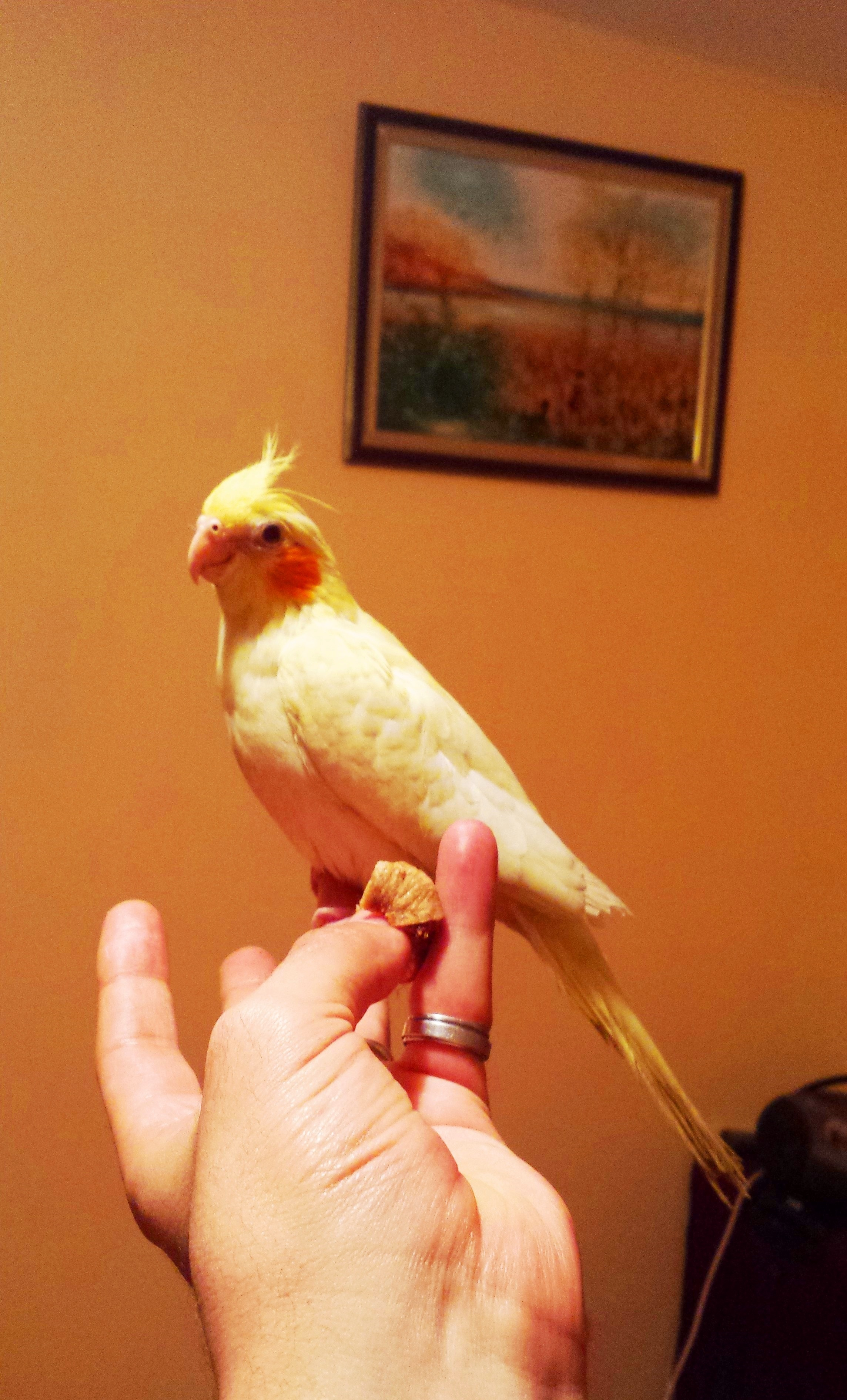
ببغاء الكروان أو الكوكاتيل من نوع اللوتينو، في شهره الرابع، يعتبر الكروان من أشهر الببغاوات الأليفة، ورفيق جيدة يندمج بسرعة مع الوسط العائلي البشري

الببغاء الرفيق هو مصطلح عام يستخدم لأي ببغاء كحيوان منزلي أليف يندمج ويتفاعل بشكل جيد مع الوسط البشري. بشكل عام، يمكن لمعظم أنواع الببغاوات أن تكون رفيقا جيدا للإنسان إذا عوملت بشكل جيد.

## أفضل الببغاوات الرفيقة للإنسان
يمكن تقسيم أنواع الببغوات الرفيقة الجيدة للإنسان إلى ثلاثة أقسام:

### الببغاوات كبيرة الحجم

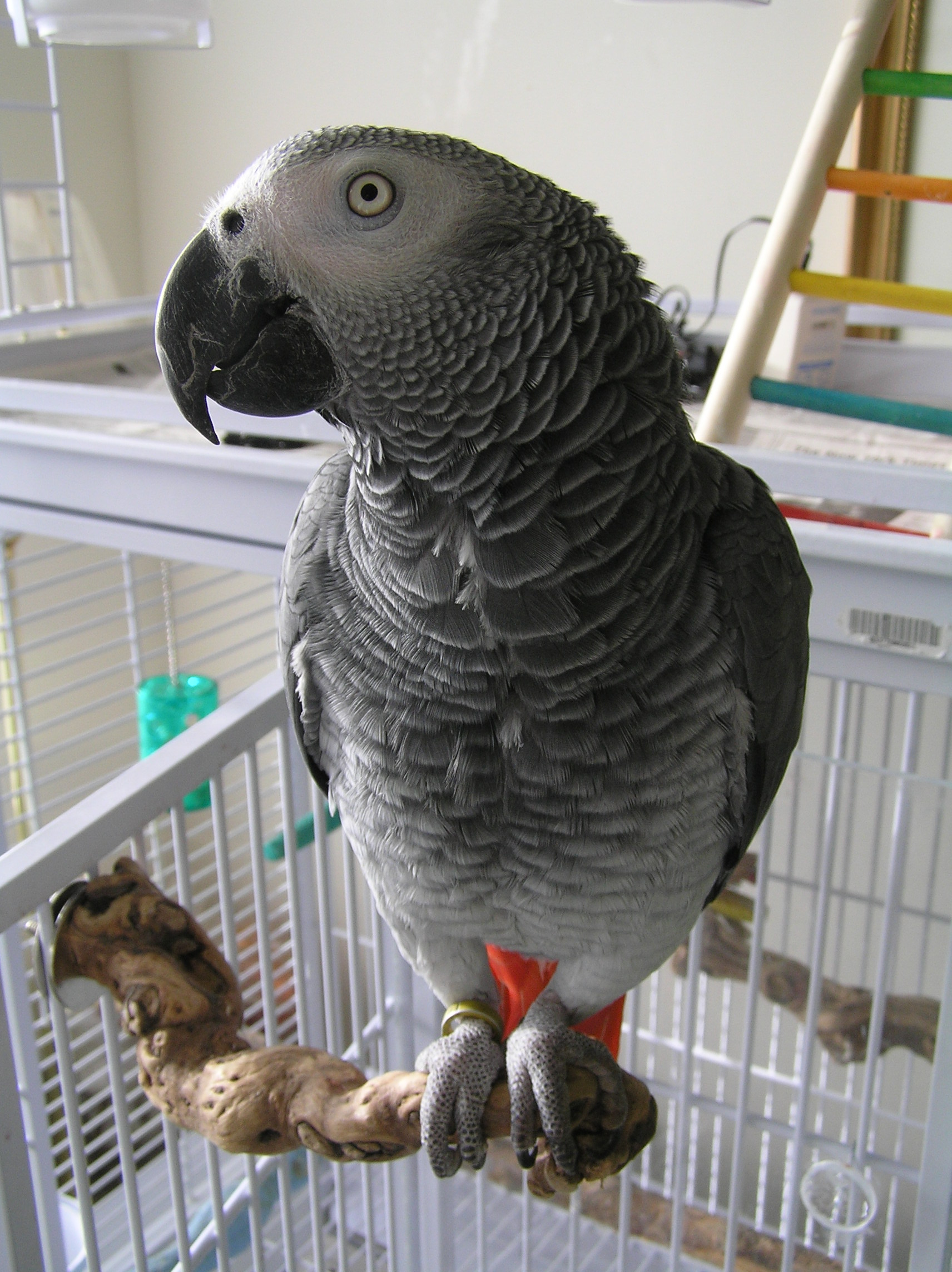
الببغاء الرمادي الأفريقي على رأس قفصه من أنجح الببغاوات الرفيقة من الحجم الكبير.

- ببغاء رمادي أفريقي: من أشهر أنواع الببغاوات الرفيقة.
- ببغاء الاكلكتوس Eclectus Parrot
- ببغاء الأمازون
- كوكاتو
- ببغاؤ المروحة الأحمر Red-fan parrot
- مكاو (طائر)

## الببغاوات المتوسطة الحجم
- ببغاء الكايك
- كونيور
- ببغاء كويكر الراهب "Quaker "
- ببغاء بينوس
- باراكيت أخضر
- ببغاء روزيلا

## الببغاوات الصغيرة الحجم
أشهر الببغاوات المنزلية الصغيرة الحجم:
- ببغاء أصفر الكثف Brotogeris
- درة
- كوكاتيل
- باراكيت
- ببغاء متيم
- ببغاء لاينولاتد

## ببغاوات ليست رفيقة على نحو أفضل
بعض الأنواع من الببغاوات، مثل Pygmy parrot الببغاء القزم، «كاكابو Kakapo» وببغاء الليل، لا تعتبر رفيق مثالي أو جيد للإنسان، بسبب المتطلبات الغذائية الصعبة أوعدم توفرها في المحال التجاربة.

## وصلات خارجية
- وصلة إنجليزية The Sequential Psittacine - website about parrots
- وصلة إنجليزية Tinkerbell of Taiwan - Living with a flighted parrot at home and how to train and bond together
- وصلة إنجليزية Understand the mind of your parrot and how to train and bond together